# Manfredi I Chiaramonte
Manfredi Chiaramonte Prefoglio, conte di Modica e noto come Manfredi il Vecchio (forse Girgenti, seconda metà del XIII secolo – Palermo, 1321), è stato un nobile, politico e militare italiano del XIV secolo.

## Biografia
Nacque presumibilmente nella seconda metà del XIII secolo a Girgenti, da Federico, signore di Sutera, e da Rosalia Prefoglio, detta Marchisia, rampolla di una potente famiglia nobile girgentina di rango comitale. Sposò in prime nozze la nobildonna Isabella Mosca, figlia di Federico, conte di Modica, che lo rese padre di Costanza, ed in seconde nozze, dopo essere rimasto vedovo, la nobildonna Beatrice Sclafani Termine, figlia di Giovanni Antonio, conte di Sclafani, che gli diede un figlio, Giovanni.
Al servizio del re Pietro III di Aragona, e poi del suo successore Giacomo, questi nel 1286 lo inviò in Calabria per assediare la fortezza di Morano, dalla cui feudataria fu tratto in inganno e fatto prigioniero. Liberato a seguito del pagamento di un riscatto, durante le Guerre del Vespro in Sicilia, il Chiaramonte sostenne la causa aragonese, e perciò il re Federico III di Sicilia, incoronato sovrano dell'isola nella Cattedrale di Palermo il 25 marzo 1296, confiscò la terra e città di Modica al cognato Manfredi Mosca, considerato ribelle perché rimsasto fedele al fratello il re Giacomo II di Aragona - che con il Trattato di Anagni del 1294 aveva accettato di restituire il Regno di Sicilia agli Angioini - e in quella stessa data gli assegnò i feudi a lui confiscati, lo investì del titolo di conte di Modica, e lo nominò Gran Siniscalco del Regno. La Contea di Modica, nel Val di Noto, comprendeva le città e le terre di Modica, Biscari, Comiso, Giarratana, Gulfi, Monterosso, Odogrillo, Ragusa, Scicli e Spaccaforno, ed era uno dei più vasti domini feudali della Sicilia.
Nel 1297 fece scarcerare l'ammiraglio Ruggiero di Lauria, e nell'anno medesimo il Re Federico lo inviò ambasciatore dall'imperatore Adolfo del Sacro Romano Impero. Nel 1299, ebbe donata dalla madre la signoria su Caccamo, nel Val di Mazara, per conto della quale governava dal 1286; sottomise e costrinse alla fedeltà regia alcuni castelli siciliani considerati "ribelli", tra i quali Pietraperzia e Gangi; gli Angioini attaccarono Ragusa e Gulfi, con quest'ultima che venne completamente distrutta, e verrà fatta ricostruire nei primi anni del XIV secolo dallo stesso Conte di Modica con la denominazione Chiaramonte.
Nel 1301, assieme al catalano Ugo di Empúries, attaccò Sciacca e vi cacciò gli Angioini comandati da Ruggiero di Lauria, e nell'anno medesimo riuscì anche a recuperare Ragusa, malgrado la tenace resistenza dei nemici capitanati da Enrico di Santo Stefano.; l'anno seguente, gli Angioini attaccarono e devastarono Caccamo, ma non riuscirono ad espugnarla. Gli scontri cessarono dopo la pace di Caltabellotta (29 agosto 1302), per merito della quale la Sicilia quasi un decennio di tranquillità, durante il quale il Chiaramonte si dev'essere occupato prevalentemente dell'amministrazione e dell'ingrandimento del suo patrimonio. Ma quando con la discesa in Italia di Enrico VII di Lussemburgo si riaccesero i vecchi contrasti, anche il nome del Chiaramonte appare di nuovo in prima fila sulla scena politica.
Nel 1307, fece edificare a Palermo il Palazzo Chiaramonte-Steri, e tante altre furono le opere commissionate dal Conte di Modica, quali l'ingrandimento della Chiesa di San Francesco d'Assisi, sempre alla Kalsa, e la costruzione del ponte sul fiume di Caccamo.
Nel 1312 il Re Federico III lo incaricò di rappresentarlo in occasione dell'incoronazione imperiale di Enrico e di concludere con lui un'alleanza, le modalità della quale erano state discusse da quasi un anno. Verso la metà di giugno il Chiaramonte giunse con il suo seguito a Roma, dove il 29 fu celebrata la solenne incoronazione di Enrico VII. Il 4 luglio successivo firmò l'alleanza dei due sovrani diretta soprattutto contro il nemico comune il re Roberto di Napoli, e il giorno seguente prestò all'imperatore il giuramento di fedeltà per un feudo imperiale di 200 marchi annui de imperiali camera percipienda. Poco tempo dopo, il Conte Manfredi fece ritorno in Sicilia.
Nel febbraio 1313, il Chiaramonte fu a Pisa per la guerra dell'Imperatore Enrico contro Firenze, alleata degli Angioini, e questi nominò lo vicario imperiale nella città toscana, e gli concesse il 16 maggio successivo un altro feudo nella forma di 1.500 fiorini annui. Tornò nuovamente in Sicilia, con l'incarico di coordinare le operazioni militari e di trasmettere al suo Re l'ordine dell'imperatore di congiungersi con la sua flotta a quella pisano-genovese per attaccare unitamente il Regno di Napoli. Il Chiaramonte raggiunse Federico III alla fine di agosto in Calabria e in seguito si unì alla flotta siciliana comandata dal sovrano che il 30 agosto, salpò da Milazzo. Ma poco dopo, probabilmente all'altezza di Stromboli, Federico ricevette la notizia dell'improvvisa morte dell'Imperatore Enrico VII a Buonconvento.
Nominato gran giustiziere di Palermo nel 1314, partecipò al Parlamento celebrato dal 6 al 10 gennaio dell'anno medesimo a Terranova, e sottoscrisse come testimone la solenne protesta di Federico III contro l'invasione di Roberto d'Angiò. Il 16 dicembre dello stesso anno figura nel documento con cui fu concluso un armistizio tra i sovrani Federico di Sicilia e Roberto d'Angiò.
Lasciata la carica di Gran siniscalco al figlio Giovanni nel 1317, morì a Palermo nel 1321, un anno dopo il completamento dello Steri. Fu sepolto nel Duomo di San Giorgio di Modica.